# Hombres a precio

 Hombres a precio  es una película en blanco y negro de Argentina dirigida por Bernardo Spoliansky sobre el guion de Alberto Fonseca y Ricardo Setaro con la colaboración de Nathán Pinzón en los diálogos que se estrenó el 16 de marzo de 1950 y que tuvo como protagonistas a Carlos Cores, Yeya Duciel, Pedro Laxalt y Luis Otero. El director Spoliansky murió en un accidente aéreo similar al que aparece al comienzo del filme.

## Sinopsis
Los manejos en que se ve involucrado un joven periodista provinciano que comienza a trabajar en un diario de la capital.

## Reparto
- Carlos Cores ... Rodolfo Basualdo
- Yeya Duciel ... Carmen Rosetti
- Pedro Laxalt ... Federico Rosales
- Luis Otero ... Manuel Rosetti
- Berta Ortegosa ... Luisa
- Pascual Nacaratti
- Ricardo Land ... Chirola
- Pedro Pompillo
- Ricardo Trigo
- Mario Giusti
- Luis de Lucía
- María Esther Corán ... Dueña de la pensión
- Alberto Barcel
- Juan Borras
- José Canosa
- Rodolfo Blasco
- Emilio Vieyra
- Utimio Bertozzi
- Pedro Zafier
- Enrique de Pedro
- Alberto Foradori
- Juan Corona ... Director del diario

## Comentarios
Manrupe y Portela dicen que la película es un:

”drama de ambiente periodístico con buena acción y una intención de denuncia que motivó protestas del gremio y la prensa oficialista de la época”

La revista Set opinó sobre el filme:

Alejando los esquemas sombríos y, retratista de una época periodística que nada honra al país, no tiene tampoco fuerza el film para prender en el interés del público.”